# Notstand
Notstand ist der Zustand gegenwärtiger Gefahr für rechtlich geschützte Interessen, dessen Abwendung nur auf Kosten fremder Interessen möglich ist. „Notstand“ ist in Deutschland gemäß § 34 StGB ein Rechtfertigungsgrund, der in Abgrenzung zum nachrangigen, entschuldigenden Notstand im Sinne von § 35 StGB und wohl auch dem Nötigungsnotstand, die Rechtswidrigkeit einer tatbestandsmäßigen Handlung beseitigt. Innerhalb der Dogmatik der Rechtfertigungsgründe ist die vorrangige Notwehr zu prüfen.
Notstand im verfassungsrechtlichen Sinne ist eine gefährliche Situation, die durch schnelles Handeln bereinigt werden muss.

## Notstand im verfassungsrechtlichen Sinne
Kommt es in einem bestimmten Gebiet aufgrund von Naturkatastrophen, Krieg, Aufruhr oder ähnlichem zu einer unüberschaubaren Lage, so kann der Notstand, auch Ausnahmezustand, ausgerufen werden. In manchen Ländern
hat dies zur Folge, dass die öffentliche Gewalt auf ihre Bindung an Gesetz und Recht insoweit verzichten kann, wie sie es zur Bekämpfung des Notstandes für erforderlich hält. In den demokratischen Ländern bedeutet der Notstand in der Regel die Verkürzung des Rechtsschutzes gegen hoheitliche Maßnahmen sowie Zurückdrängung von längere Zeit in Anspruch nehmenden behördlichen oder legislativen Verfahren. Im Gegensatz dazu hat die Ausrufung des feuerwehrlichen Ausnahmezustandes keine rechtlichen Konsequenzen.
Die deutschen Notstandsgesetze waren nach dem Zweiten Weltkrieg eine Bedingung der West-Alliierten vor der Übergabe der vollständigen Souveränität an die Bundesrepublik. Ursprünglich enthielt das Grundgesetz auf Grund der Erfahrungen mit Art. 48 Weimarer Verfassung keine Regelungen für Krisensituationen wie einen Angriff oder einen Putschversuch. 1955 wurde mit der Wehrverfassung der Schutz gegen einen militärischen Angriff ermöglicht. Der Notstand im Grundgesetz selbst ist neben dem Art. 135a Abs. 1 Nr. 3 GG (Alte Verbindlichkeiten des Reiches und der DDR), in Art. 81 GG (Gesetzgebungsnotstand), Art. 91 GG (Innerer Notstand) und Art. 115a–115l GG (Notstandsbestimmungen im Verteidigungsfall) erwähnt. Für Unglücks- und Katastrophenfälle sieht Art. 35 GG Eingriffsmöglichkeiten vor.

## Notstand im zivilrechtlichen Sinne
Die Regelung der Rechtfertigungsgründe im deutschen Recht ist nicht abschließend.
Zivilrechtlich werden zwei verschiedene Notstandstatbestände geregelt: Der defensive Notstand nach § 228 BGB und der aggressive Notstand nach § 904 BGB. Beide richten sich gegen das Rechtsgut fremden Eigentums. Beide sind in Hinblick auf das Eigentum spezieller als § 34 StGB und gehen diesem insoweit vor, als der Rechtsgütereingriff nur unter den Voraussetzungen der zivilrechtlichen Konkretisierungen zulässig ist. Allerdings sind bei der Auslegung dieser Normen im Strafrecht die allgemeinen Kriterien des strafrechtlichen Notstandes nach § 34 StGB als Korrektiv heranzuziehen. Die Zulässigkeit zivilrechtlicher Rechtfertigungsgründe ergibt sich aus dem Prinzip der Einheit der Rechtsordnung. Was diese erlaubt, kann nicht strafbar sein. Es handelt sich deshalb hier beim Rückgriff auf das Zivilrecht nicht um eine „Analogie zum Zivilrecht zugunsten des Täters“, die als solche allerdings auch nicht dem Analogieverbot des Strafrechts widerspräche.
Der Eintritt eines Schadens muss im Sinne der Normen als wahrscheinlich gelten.

### Defensiver Notstand
Die drohende Gefahr, die bei § 228 BGB von der Sache ausgeht, muss eine hinreichende Schadenswahrscheinlichkeit indizieren. Die Notstandshandlung selbst muss vom Willen der Abwehr der Gefahr getragen und erforderlich sein. Schließlich ist bei der Wahl des Abwehrmittels stets die Verhältnismäßigkeit zu berücksichtigen. Zwar kann die defensive Notstandshandlung keine rechtswidrige (weil Rechtfertigungsgrund) unerlaubte Handlung (§ 823 BGB) darstellen, aber dennoch bei Verschulden der Gefahr zum Schadensersatz nach § 228 Satz 2 BGB verpflichten. Wer die Verhältnismäßigkeit der Abwehr überschreitet, handelt schließlich rechtswidrig, sodass die Handlung unerlaubt ist. Gleiches gilt für denjenigen, der mindestens fahrlässig irrtümlich annimmt, er wäre in einer Notstandslage.

### Aggressiver Notstand (Aggressivnotstand)
Gemäß § 904 BGB wird eine Gefahr abgewehrt, indem eine fremde Sache dafür verwendet wird. Der Eigentümer muss dies dulden (Aufopferung). Für den aggressiven Notstand bedarf es jedoch nicht wie im § 228 BGB einer drohenden, sondern einer gegenwärtigen Gefahr (das heißt, sofortige Abhilfe ist erforderlich). Die Einwirkung auf die Sache muss ferner notwendig sein und die Gefahrenabwehr wirklich bezwecken. Der drohende Schaden muss des Weiteren unverhältnismäßig groß gegenüber dem aus der Einwirkung dem Eigentümer entstehenden Schaden sein. Die Anforderung an die Verhältnismäßigkeitsprüfung ist gegenüber dem Defensivnotstand höher. Der Eigentümer kann, anders als beim Defensivnotstand, in jedem Fall Ersatz des ihm entstehenden Schadens verlangen.
Umstritten ist im Rahmen des § 904 BGB, von wem der Geschädigte den Ersatz verlangen kann. Der Gesetzgeber hat dies legislatorisch nicht geregelt, jedoch vertritt die h. M. die Ansicht, dass der Schädiger selbst zum Ersatz verpflichtet ist.

## Notstand im strafrechtlichen Sinne
Das Strafrecht kennt zwei Notstandstatbestände. Einerseits den rechtfertigenden, andererseits den entschuldigenden Notstand. Beide sind dogmatisch voneinander abzugrenzen.

### Rechtfertigender Notstand
Die Prüfung des § 34 StGB findet auf der Ebene der Rechtswidrigkeit im dreigliedrigen Deliktsaufbau des Strafrechts statt. Dem Wortlaut nach kommt es auf das Vorliegen einer gegenwärtigen Gefahr an. Die Gegenwärtigkeit der Gefahr wird durch objektive Nachbetrachtung ermittelt. Die Fragestellung des „objektiven Dritten“ als Betrachterhorizont zielt darauf ab, ob dieser zu dem Ergebnis käme, dass die Gefahr im entscheidenden Augenblick alsbald in einen Schaden umschlüge oder als Gefahr andauern würde. Die zur Abwehr veranlasste Notstandshandlung muss das relativ mildeste Mittel sein und die Gefahr darf nicht anders abwendbar sein. Zwischen den beeinträchtigten und den zu erhaltenden Gütern muss eine Güterabwägung stattfinden. Das geschützte Interesse muss das beeinträchtigte wesentlich überwiegen.

### Entschuldigender Notstand
Anders als beim rechtfertigenden Notstand bleibt die tatbestandsmäßige Handlung beim entschuldigenden Notstand gemäß § 35 StGB rechtswidrig. Allein die persönliche Vorwerfbarkeit und der damit verknüpfte Schuldvorwurf sind soweit herabgesetzt, dass von einer Bestrafung abgesehen wird, weil ein Entschuldigungsgrund vorliegt.
Die Voraussetzungen sind ähnlich wie beim rechtfertigenden Notstand, denn es muss eine Notstandslage bestehen. Die erforderliche Abwehrhandlung allerdings wird nicht durch Güterabwägung bestimmt, sondern danach bemessen, inwieweit es zumutbar ist, die Gefahr hinzunehmen. Tatbestandlich wohnt dem entschuldigenden Notstand das Ultima-Ratio-Prinzip inne. Die Regelung verkürzt insoweit die Liste der notstandsfähigen Rechtsgüter auf die drei abschließend genannten höchsten Rechtsgüter der Rechtsordnung: „Leib“, „Leben“ und „Freiheit“, wobei „Freiheit“ als Fortbewegungsfreiheit, nicht Handlungsfreiheit verstanden wird. Diese muss erheblich eingeschränkt sein, um eine Notstandshandlung zu decken. Auch der zu schützende Personenkreis ist auf den Täter, seine Angehörigen (§ 11 Abs. 1 Nr. 1 StGB) sowie ihm sonst nahestehende Personen begrenzt. Rechtsgüter wie das Eigentum oder die Ehre werden durch § 35 StGB, anders als beim rechtfertigenden Notstand, nicht geschützt. Im Übrigen muss die Notstandshandlung erforderlich sein.
Der Täter darf keiner Verpflichtung zur Hinnahme der Gefahr ausgesetzt sein, die ihm im Rahmen einer Gefahrtragungspflicht zukommt. Diese Pflicht zur Duldung der Gefahr liegt etwa vor, wenn er die Gefahr selbst verursacht hat oder in einem besonderen Rechtsverhältnis steht (z. B. Polizei und Feuerwehr im Rahmen ihrer hoheitlichen Bindungen oder Soldaten gemäß § 6 WStG).
Schließlich muss als subjektives Element ein Rettungswille gegeben sein, was bedeutet, dass der Täter in Kenntnis und auf Grund der Notstandslage handelt.
Dem entschuldigenden Notstand kommt in der täglichen Praxis bei weitem nicht die Bedeutung des rechtfertigenden Notstands zu. Sein Anwendungsbereich beschränkt sich auf einen sehr engen Kreis von Fällen. Er spielte jedoch in Gestalt des sog. Befehlsnotstands eine besondere Rolle in NS-Prozessen.

### Nötigungsnotstand
Ebenfalls lediglich als Entschuldigungs-, nicht als Rechtfertigungsgrund angesehen wird der Nötigungsnotstand. Gegen eine Rechtfertigung des Täters, der im Nötigungsnotstand handelt, spricht die aus der Rechtfertigung erwachsende Duldungspflicht des Opfers. Nach der herrschenden Auffassung wird daher diese Notstandsform dem entschuldigenden Notstand zugeordnet.
Beim Nötigungsnotstand beugt sich der Täter der übermächtigen Drohung eines Dritten zur Begehung einer Straftat, um eine Gefahr von sich selbst abzuwenden. Ein Zeuge wird z. B. durch Drohungen mit dem Tode zu einem Meineid gezwungen.

### Putativnotstand
Ein Putativnotstand liegt vor, wenn der Täter eine Straftat in der irrigen Annahme begeht, es bestehe eine Notstandssituation gemäß § 34 oder § 35 StGB.

### Ordnungswidrigkeitenrecht
Analog zum rechtfertigenden Notstand im Strafrecht kann auch eine in einer Notstandslage begangene Ordnungswidrigkeit gemäß § 16 OWiG gerechtfertigt sein.

## Spezielle Formen
- Klimanotstand
- Polizeilicher Notstand
- Übergesetzlicher Notstand